# Conny Andersson
Conny Andersson (Alingsås, 1939. december 28. –) svéd autóversenyző.

## Pályafutása
1972-ben és 1974-ben megnyerte hazája Formula–3-as bajnokságát. A következő két évben részt vett az európai Formula–3-as sorozatban is, ahol első évében megnyerte a monacói futamot, majd a 76-os szezonban további négy futamon volt első.
1976-ban és 1977-ben összesen öt versenyen szerepelt a Formula–1-es világbajnokságon. 1976-ban a Surtees-istállóval részt vett a holland nagydíjon, ám motorhiba miatt nem ért célba. Az 1977-es szezonban négy versenyen volt jelen a BRM-el, ám egy alkalommal sem tudta kvalifikálni magát a futamra.

## Eredményei

### Teljes Formula–1-es eredménylistája
(Táblázat értelmezése)

(Félkövér: pole-pozícióból indult; dőlt: leggyorsabb kört futott) 

| Év   | Csapat                     | Modell       | Motor       | 1   | 2   | 3   | 4   | 5      | 6   | 7      | 8      | 9      | 10  | 11  | 12     | 13  | 14  | 15  | 16  | 17  | Helyezés | Pont |
| ---- | -------------------------- | ------------ | ----------- | --- | --- | --- | --- | ------ | --- | ------ | ------ | ------ | --- | --- | ------ | --- | --- | --- | --- | --- | -------- | ---- |
| 1976 | Team Surtees               | Surtees TS19 | Cosworth V8 | BRA | RSA | USW | ESP | BEL    | MON | SWE    | FRA    | GBR    | GER | AUT | NED Ki | ITA | CAN | USA | JPN |     | -        | 0    |
| 1977 | Rotary Watches Stanley BRM | BRM P207     | BRM V12     | ARG | BRA | RSA | USW | ESP Nk | MON | BEL Nk | SWE Nk | FRA Nk | GBR | GER | AUT    | NED | ITA | USA | CAN | JPN | -        | 0    |

## Külső hivatkozások
- Profilja a grandprix.com honlapon (angolul)
- Profilja a statsf1.com honlapon (angolul)